# Southeastern
Southeastern est une concession ferroviaire britannique, desservant les lignes du sud-est de Londres, dont les nouveaux services empruntant la ligne à grande vitesse High Speed 1.
Le 28 septembre 2021, le ministère des transports (DfT) du Gouvernement britannique a annoncé la nationalisation de la franchise Southeastern, en confiant l'exploitation de celle-ci à l'opérateur public, SE Trains Limited à la suite de la découverte d'irrégularités financières de la société GoVia. 